# Brateș
Brateș (in ungherese Barátos) è un comune della Romania di 1524 abitanti, ubicata nel distretto di Covasna, nella regione storica della Transilvania.
Il comune è formato dall'unione di 3 villaggi: Brateș, Pachia, Telechia.